# Anders Hellström (företagare)
Anders Hellström, född 31 oktober 1877 i Norrköping, död 15 juli 1940 i Mölndal, var en svensk industriman.
Anders Hellström var son till stadsingenjören Leonard Hellström. Han studerade vid Norrköpings högre allmänna läroverk och erhöll 1896 avgångsexamen från Norrköpings tekniska elementarskola. Hellström studerade därefter i Tyskland 1898-1899 och var 1899-1903 avdelningschef hos Badcock & Wilcox i London. Han var 1903-1910 souschef vid Nya Marmorbruksaktiebolaget och Aktiebolag J Ringborg i Norrköping. Han innehade 1910-1912 Hugo Tillquists maskinagentur i Stockholm och blev därefter VD för AB Papyrus med dotterbolag, en post han sedan innehade fram till sin död. 1917-1940 var han även ledamot av bolaget styrelse. Hellström var även bland annat ledamot av styrelsen i Ljungaskogs AB, Oppboga AB, Fässbergs bostadsaktiebolag, Industriidkarnas inköpsaktiebolag. Han var vice ordförande i Västergötlands och Norra Hallands handelskammare från 1921 och stadsfullmäktige i Mölndal 1921-1940. Därtill var han ordförande i styrelsen för The Anglo-Swedish Society i Göteborg, ordförande i styrelsen för Svenska Rominstitutets vänner och ledamot i styrelsen för Åby kapplöpningsbana.